# Popówko
Popówko (prononciation : [pɔˈpufkɔ], en allemand : Vorderfelde) est un village polonais de la gmina d'Oborniki dans le powiat d'Oborniki de la voïvodie de Grande-Pologne dans le centre-ouest de la Pologne.
Il se situe à environ 10 kilomètres à l'ouest d'Oborniki (siège de la gmina et du powiat), et à 31 kilomètres au nord-ouest de Poznań (capitale de la Grande-Pologne).

## Histoire
De 1975 à 1998, le village faisait partie du territoire de la voïvodie de Poznań.

Depuis 1999, Popówko est situé dans la voïvodie de Grande-Pologne.
Le village possède une population de 461 habitants en 2009.